# Баташка планина
Баташка планина е мощен планински рид с централно местоположение в Западните Родопи, между долините на реките Чепинска, Девинска и Въча, на територията на области Пазарджик и Смолян.
Планината има форма на изпъкнала на юг дъга с дължина около 60 км и ширина до 15 – 20 км и площ около 250 km2. На запад и югозапад долината на Чепинска река и поредица от високи седловини я отделят от Велийшко-Виденишкия дял на Западните Родопи. На северозапад и север склоновете ѝ постепенно потъват в Чепинската и Баташката котловина, а след това долината на Стара река я отделят от рида Къркария и Бесапарските ридове. На изток дълбоката долина на река Въча я отделя от рида Чернатица, а на юг каньоновидната долина на Девинска река – от Девинска планина. Планината се състои от три обосибени части (ридове): на запад Сюткя (най-висок и най-голям), в средата Баташки рид (Снежнижка част) и на североизток Равногор (най-малък и най-нисък).
Билните части се издигат на 1800 – 2000 м и имат плосък релеф с единични изолирани върхове: Голяма Сюткя (2185,8 м), Баташки снежник (2081,9 м), Малка Сюткя (2078,7 м) и др. Средна надморска височина около 1500 м. Изградена е от гнайси, гранити, мрамори и олигоценски риолити. Широко развитие имат карстовите форми: пещери („Снежанка, Лепеница и др.)“, карстови и минерални извори (Брацигово). Климатът е планински с преходноконтинентално влияние. По северните склонове се проявява Фьон. от планината водят началото си два големи десни притока на Марица – Чепинска (с десния си приток Мътница) и Стара река (с десния си приток Равногорска река) и левите притоци на Въча – Девинска река и Гашня. В южната част на планината, в горното течение на Девинска река са изградени язовирите „Голям Беглик“, „Широка поляна“, „Тошков чарк“ и „Малък Беглик“, водите на които са включени в Баташкия водносилов път, а по течението на река Въча са язовирите „Кричим“, „Въча“ и „Цанков камък“. Почвите са кафяви планинско-горски. Покрита е гъсти иглолистни – бял бор, ела, смърч и по-малко широколистни гори – бук, леска. За защита на биоразнообразието са изградени резерватите „Беглика“, „Дупката“, „Купена“, „Мантарица“ и подддържан резерват „Изгорялото гюне“. Планината предлага идеални условия за отдих и туризъм. Летовища: „Атолука“, „Розовски вриз“, „Цигов чарк“ и др. Хижи: „Беглика“, „Ловна“, „Техеран“.
В планината и по нейните склонове и подножия са разположени 6 града Батак, Брацигово, Девин, Костандово, Кричим, Пещера и Ракитово и 9 села: Дорково, Жребичко, Козарско, Нова махала, Равногор, Розово, Селча, Стоманево и Фотиново
През планината и по чат от нейните подножия преминават участъци от 4 пътя от Държавната пътна мрежа:
- От север на юг, през средата на планината от град Пещера до язовир „Широка поляна“, на протежение от 45,4 км – участък от второкласен път № 37 Ябланица – панагюрище – Пазарджик – Доспат – Барутин;
- Южно от язовир „Батак“, от Батак до Ракитово, на протежение от 11,8 км – участък на третокласен път № 376 Батак – гара Костандово.
- В североизточната част на планината, от Пещера до Батак през Брацигово, на протежение от 41,6 км – целият участък на третокласен път № 377 Пещера – Брацигово – Батак. Участъкът от пътя между село Равногор и ДГС „Борово“ не е изграден и представлява горски път без трайна настилка.
- По цялото западно подножие на планината, по долината на Чепинска река, от Велинград до ДГС „Каратепе“, на протежение от 26,9 км – участък на третокласен път № 843 Велинград – Сърница – Доспат.

## Топографска карта
- Лист от карта K-34-84. Мащаб: 1 : 100 000.
- Лист от карта K-35-61. Мащаб: 1 : 100 000.
- Лист от карта K-35-73. Мащаб: 1 : 100 000.